# Bertrand Vecten
Bertrand Benoît Marie Vecten (* 26. Februar 1972 in Compiègne) ist ein ehemaliger französischer Ruderer. Er gewann 1996 die olympische Silbermedaille im Vierer ohne Steuermann.

## Sportliche Karriere
Der 1,94 m große Bertrand Vecten belegte 1992 den zweiten Platz im Achter beim Nations Cup, einem Vorläuferwettbewerb der U23-Weltmeisterschaften. 1994 nahm er ebenfalls im Achter an den Weltmeisterschaften in der Erwachsenenklasse teil und erreichte den fünften Platz. 1995 bei den  Weltmeisterschaften in Tampere war er Vierter im Vierer ohne Steuermann.
Bei den Olympischen Spielen 1996 in Atlanta belegten die Franzosen im Vorlauf den dritten Platz hinter den Australiern und den Slowenen. Im Halbfinale siegten die Franzosen vor den Italienern und den Australiern, wobei alle drei Boote innerhalb von 0,37 Sekunden  die Ziellinie überquerten. Auch im Finale gab es einen engen Einlauf. Gold erhielten die Australier mit 0,66 Sekunden Vorsprung vor den Franzosen Bertrand Vecten, Olivier Moncelet, Daniel Fauché und Gilles Bosquet. Die drittplatzierten Briten und die Slowenen lagen weniger als eine Sekunde hinter den Franzosen.
1997 bei den Weltmeisterschaften auf dem Lac d’Aiguebelette siegten die Briten mit fast vier Sekunden Vorsprung auf die Franzosen, die in der gleichen Besetzung wie 1996 antraten. 1998 kehrte Vecten in den Achter zurück und belegte den neunten Platz bei den Weltmeisterschaften in Köln. 1999 beim Weltcup in Luzern kam der französische Achter mit Vecten auf den achten Platz, bei den Weltmeisterschaften 1999 in St. Catharines war Vecten nicht mehr dabei.